# シュリー・シヴ・チャトラパティ・スポーツコンプレックス
シュリー・シヴ・チャトラパティ・スポーツコンプレックス (英語: Shri Shiv Chhatrapati Sports Complex) はインド・マハーラーシュトラ州プネーのバーレーワーディーにある多目的スタジアム (スポーツコンプレックス) である。プネーの中心街からは約14-15km、ヒンジャワディからは約4-5kmの地点にある。2008年にはコモンウェルスユースゲームズの会場として使用された。スタジアム名のシヴ・チャトラパティはチャトラパティ・シヴァージーから取られている。(シヴはシヴァージーの略称)

## 歴史
1994年にプネーで開催されたインド国民体育大会に向けて設立された。2008年のコモンウェルスユースゲームズもまたこの地で開催された。2008年には世界ジュニア卓球リーグ戦も無事開催され、2009年にはバレーボール男子ジュニア世界選手権2009やバスケットボールアジアU-16女子選手権2009の会場となった。

## サッカー
このスタジアムはIリーグに所属するプネーFCのホームスタジアムとして利用されている。また、サッカーインド代表もホームスタジアムとして利用しており、インド代表対ベトナム代表の親善試合がこのスタジアムで開催された。インドは2012年に開催されたロンドンオリンピックサッカー競技アジア1次予選の対ミャンマー代表戦でもこのスタジアムを使用、2-1で勝利した。インドは2次予選のカタール代表との試合でも使用、この試合は1-1で引き分けている。2011年のフェデレーションカップではソルトレイク・スタジアムとともにグループリーグの会場になった。フェデレーションカップはインドではIリーグについで重要な大会とされている。
サッカーの国際試合
| 2010年10月8日 | インド                    | 3 – 1    | ベトナム  | プネー                                                                                    |  |
|               | チェトリ 25分, 48分, 72分 | レポート | タン 62分 | 競技場: シュリー・シヴ・チャトラパティ・スポーツコンプレックス 主審: ディネーシュ・ナイル |  |

| 2011年2月23日 | インド                                | 2 – 1 | ミャンマー     | プネー                                                         |  |
|               | ラルペークールア マルサウムフェーラー |       | マイアイナイン | 競技場: シュリー・シヴ・チャトラパティ・スポーツコンプレックス |  |

| 2011年6月23日 | インド      | 1 – 1 | カタール   | プネー                                                         |  |
|               | ムフタ o.g. |       | エルニール | 競技場: シュリー・シヴ・チャトラパティ・スポーツコンプレックス |  |

## その他の球技

### アメリカンフットボール
2012年秋に使用が開始された。陸上競技場は改修工事が行われ、インド・エリートフットボールリーグに所属するプネー・マラーターズのホームスタジアムとして利用されている。

### ロールボール
2011年にロールボールのワールドカップが開催された。これはロールボール初のワールドカップとなった。デンマークが優勝した。

### バレーボール
バレーボール男子ジュニア世界選手権が2009年7月31日から8月9日まで開催された。開催国のバレーボールインド男子代表はこの大会で4位に入った。この大会はバドミントンホールとボクシングアリーナを使用して行われた。バレーボールブラジル男子代表が優勝した。

### バドミントン
バドミントンホールは6つの競技用コートと4つの練習用コートからなり、3800人を収容可能である。このホールは空調を完備し、床は木製である。ロッカールームのほか、VIP用の席とラウンジも完備する。

### バスケットボール
バスケットボールアジアU-16女子選手権の第1回大会が2009年11月30日から12月6日まで開催された。開催国のインド女子代表は5位に入った。

### 卓球施設
卓球場は1500人収容であり、2008年9月には世界ジュニア卓球選手権のリーグ戦が無事開催された。卓球場には4台の競技用卓球台と4台の練習用卓球台がある。空調とロッカールームの他、VIP用の席とラウンジも完備する。

### テニスコート
テニスコートは1つのセンターコートと4つのコンペティションコート、6つのウォームアップコートからなる。センターコートは4200人を収容可能である。

## 陸上競技場
陸上競技場には夜間用の照明と8つの国際レーンが完備されている。

## プール
2つの50 x 25mの競泳用プールを完備、収容人数は3500人である。ロッカールームのほか、VIP用の席とラウンジも完備する。

## ボクシングアリーナ
3つのリングと5つの練習用リングからなり、収容人数は3500人である。また、空調とロッカールームを完備する。2011年にはワールド・シリーズ・オブ・ボクシングがこのアリーナで開催された。

## 射撃場
15の射撃場があり、収容人数は1500人である。射撃場はISSFに則った規格を採用している。
射撃場
| 射撃場                          | 収容人数 | 射撃位置 | 註      |
| ------------------------------- | -------- | -------- | ------- |
| 10m射撃場                       | 425      | 80       | A/C     |
| 25m射撃場                       | 425      | 50       | Non A/C |
| 50m射撃場                       | 700      | 80       | Non A/C |
| トラップとスキートの複合射撃場1 |          |          | Non A/C |
| トラップとスキートの複合射撃場2 |          |          | Non A/C |
| トラップとスキートの複合射撃場3 |          |          | Non A/C |

## 重量挙げ施設
3000人を収容する。2009年にはコモンウェルス重量挙げ選手権の会場となった。空調やロッカールームを完備しており、1つの競技用会場と10の練習用施設からなる。また、VIP用の席とラウンジも完備する。

## レスリングホール
レスリングホールは4つの競技用リングと6つの練習用リングからなり、4400人を収容する。また、VIP用の席とラウンジも完備する。その他、ロッカールームと空調を完備する。

## 自転車競技場
1周333ｍのバンクを持つ自転車競技場がある。

## その他
スポーツコンプレックス内には他に以下の建物がある。

### フィットネスセンター
肉体的、精神的向上を目指したトレーニング施設で、ヨガや瞑想用の施設もある。サウナや回復用の冷水の風呂も完備。

## 大会
主要国際大会
|   | 年   | 大会                                 |
| - | ---- | ------------------------------------ |
| 1 | 1994 | インド国民体育大会                   |
| 2 | 2008 | 世界ジュニア卓球リーグ戦             |
| 3 | 2008 | コモンウェルスユースゲームズ         |
| 4 | 2009 | バレーボール男子ジュニア世界選手権   |
| 5 | 2009 | バスケットボールアジアU-16女子選手権 |
| 6 | 2011 | ロールボール・ワールドカップ         |
| 7 | 2011 | ワールド・シリーズ・オブ・ボクシング |

プロリーグ、カップ戦
|   | スポーツ               | チーム               | リーグ                                                  | シーズン                  | 試合数 |
| - | ---------------------- | -------------------- | ------------------------------------------------------- | ------------------------- | ------ |
| 1 | アメリカンフットボール | プネー・マラーターズ | インド・エリートフットボールリーグ (2012年11月12日開始) | 2012-13                   | 0      |
| 2 | サッカー               | プネーFC             | Iリーグ                                                 | 2009-10, 2010-11, 2011-12 | 39     |
| 3 | サッカー               | グループA、B         | フェデレーションカップ                                  | 2011                      | 12     |